# Edward Kenny
Pour les articles homonymes, voir Kenny.
Edward Kenny (1er juillet 1800-16 mai 1891) est un homme politique canadien de la Nouvelle-Écosse. Il est sénateur fédéral conservateur de la Nouvelle-Écosse de 1867 à 1876. Il est ministre dans le cabinet du premier ministre John A. Macdonald. Il est également le deuxième maire de la ville d'Halifax.

## Biographie
Né dans le comté de Kerry dans le Royaume d'Irlande, Kenny commence à travailler pour James Lyons en tant que marchand qui opère des connexions avec Halifax. Plus tard, Kenny s'installe dans cette ville en 1824 où il travaille comme assistant gestionnaire de la James Lyons and Co.. Par la suite, il ouvre  avec son frère, Thomas Kenny, une entreprise nommé Halifax, T. & E. Kenny - Dry Goods & Shipping. 
En 1855, il devient directeur de la Union Bank d'Halifax. En 1864, il ouvre la Merchant's Bank qui deviendra plus tard la Royal Bank of Canada avec sept partenaires (J.W. Merkell, T.C. Kinnear, James B. Duffus, William Cunard, John Tobin, George P. Mitchell and Jeremiah Nothup). En 1872, il devient directeur du Canadien Pacifique de Hugh Allan.

## Politique
En 1841, Kenny siège au Conseil législatif de la Nouvelle-Écosse (en) et remplace Michael Tobin Jr. au poste de président en 1856. En 1841, il siège comme représentant du ward #3 au conseil municipal d'Halifax avant de devenir maire de la ville l'année suivante.
Il fonde avec 14 autres personnes le Halifax Club (en) en 1862. 
Nommé au Sénat du Canada en 1867, il entre au cabinet à titre de receveur général du Canada (1867-1869) et ensuite de président du Conseil privé du Roi pour le Canada (1869-1870).
Son fils, Thomas Edward Kenny, est député fédéral d'Halifax de 1887 à 1896. Son gendre, Malachy Bowes Daly, est député fédéral d'Halifax  de 1878 à 1887.